# Unterschneidheim
Unterschneidheim är en kommun och ort i Ostalbkreis i regionen Ostwürttemberg i Regierungsbezirk Stuttgart i förbundslandet Baden-Württemberg i Tyskland.
Kommunen ingår i kommunalförbundet Tannhausen tillsammans med kommunerna Stödtlen och Tannhausen.